# Blue Dragon (anime)
|  | Aquest article tracta sobre l'anime del mateix nom. Si cerqueu el videojoc, vegeu «Blue Dragon». |

Blue Dragon (estilitzat en majúscules) és una sèrie de televisió d'anime japonesa adaptació de la sèrie de videojocs Blue Dragon. La sèrie va ser produïda per Studio Pierrot i emesa a TV Tokyo. La primera temporada va tenir 51 episodis i es va emetre d'abril de 2007 a març del 2008. La segona temporada, anomenada Blue Dragon: Els set dracs del cel, va tenir 51 episodis i es va emetre d'abril de 2008 a març de 2009.
Es va emetre per primer cop en català el 20 d'octubre de 2009 al Canal Super 3.

## Argument
El destí uneix set guerrers que es veuen obligats a despertar les seves Ombres per vèncer les forces despòtiques del mal i tornar la pau a la Terra. El viatge que emprenen a través d'un món fantàstic és, a la vegada, un viatge interior per despertar els poders que tenen latents. Amb els nous poders, en Shu i companyia es disposen a salvar el planeta de les forces de l'obscuritat. Una aventura tradicional amb Ombres poderoses, fortaleses voladores i herois sense límits.

## Personatges
Shu (シュウ, Shū)
Veu: Keiko Nemoto  (japonès), Marc Gómez (català)
El Drac Blau (ブルードラゴン, Burū Doragon)
Veu: Masaya Takatsuka  (japonès), Jordi Royo (català)
Kluke (クルック, Kurukku)
Veu: Erino Hazuki  (japonès), Meritxell Ribera (català)
Jiro (ジーロ, Jīro)
Veu: Daisuke Namikawa  (japonès), Cesc Martínez (català)
Marumaro (マルマロ)
Veu: Sakiko Uran  (japonès), Yolanda Gispert (català)
Buquet (ブーケ, Būke)
Veu: Saki Nakajima  (japonès), Maribel Pomar (català)
Zola (ゾラ, Zora)
Veu: Romi Park  (japonès), Thais Buforn (català)

## Producció
Akira Toriyama, dissenyador de personatges del videojoc Blue Dragon, va dir que Studio Pierrot s'hi va adreçar perquè en fe una adaptació a l'anime el febrer de 2006. Amb les seves pròpies paraules, va dir:
| «                                                               | Sabia que [Hironobu] Sakaguchi havia estat cridant gent per produir un joc, tot i que en aquell moment Blue Dragon no s'havia anunciat oficialment. Segons el material que m'havia arribat, havia de ser un món de fantasia com el d'El Senyor dels Anells; amb un món i una història detallats. Potser aquest és el meu últim anime, i em preocupa una mica. Tinc una pressió immensa, però alhora em puc sentir realitzat, val la pena. Blue Dragon serà una obra mestra, no perquè jo hi estigui treballant de valent, sinó perquè el planter no n'espera menys. | » |
| — Akira Toriyama, Blue Dragon, Toriyama's Final Anime? (Kotaku) | |   |

## Estrena
Basat en el videojoc del mateix títol (encara que inclou diverses divergències de l'obra original), la sèrie es va anunciar el novembre de 2006. Dirigida per Yukihiro Matsushita, escrita per Akatsuki Yamatoya, animada per l'estudi Pierrot i coproduïda per SKY Perfect Wellthink, TV Tokyo i Pierrot, la sèrie es va emetre a TV Tokyo del 7 d'abril de 2007 al 29 de març de 2008 i va tenir 51 episodis.
Una segona temporada, Blue Dragon: els set dracs del cel (BLUE DRAGON 天界の七竜, Burū Doragon: Tenkai no Shichiryū), es va emetre del 5 d'abril de 2008 al 28 de març de 2009 i va tenir 51 episodis.